# 会昌 (唐朝)
会昌（841年正月—847年正月）是唐武宗李炎的年号，共计7年。
会昌六年三月唐宣宗李忱即位沿用。

## 改元
- 開成六年——正月九日，改元會昌元年。[2][3][4]
- 會昌六年——三月二十三日，唐武宗崩；二十六日，唐宣宗繼位。[5][6][7]
- 會昌七年——正月十七日，改元大中元年。[5][6][7]

## 大事记
唐武宗會昌滅佛，淨土宗、禪宗不受影響，聲勢居上

## 出生
會昌6年(846)，唐末著名詩人杜荀鶴出生。

## 纪年
| 会昌 | 元年  | 二年  | 三年  | 四年  | 五年  | 六年  | 七年  |
| ---- | ----- | ----- | ----- | ----- | ----- | ----- | ----- |
| 公元 | 841年 | 842年 | 843年 | 844年 | 845年 | 846年 | 847年 |
| 干支 | 辛酉  | 壬戌  | 癸亥  | 甲子  | 乙丑  | 丙寅  | 丁卯  |

## 同期存在的其他政权年号
- 中國
  - 咸和（831年－857年）：渤海—渤海宣王大彝震之年號
  - 天啓（840年－859年）：南詔—勸豐祐之年號
- 日本
  - 承和（834年－848年）：平安時代—仁明天皇之年號

## 參看
- 中國年號索引
- 會昌毀佛